# PlanetMath
PlanetMath este o enciclopedie online liberă și colaborativă de matematică. Se pune în special accentul pe rigoare, deschidere, prezentare pedagogică, conținut de timp real, precum și pe o comunitate de aproximativ 24000 de persoane care sunt interesate de variatele probleme matematice existente. Intenția acestei enciclopedii este de fi cât mai completă. Proiectul ei este deținut de Digital Library Research Lab din Virginia Tech, site-ul aflându-se în proprietatea corporației non-profit US "PlanetMath.org, Ltd."
PlanetMath și-a început existența atunci când enciclopedia matematică liberă online MathWorld a fost scoasă temporar pentru 12 luni datorită hotărârii judecătorești date în urma litigiului dintre CRC Press împotriva companiei Wolfram Research și a lui Eric Weisstein (autorul lui MathWorld). Apoi însă s-a dezvoltat mult mai rapid cu peste 20,000 de contribuitori. Conceptul de Open Access a fost extins și la Fizică și Fizică matematică prin proiectul de la PlanetPhysics.org

## Conținutul website-ului PlanetMath.org
Principala atenție a site-ului PlanetMath este focalizată asupra intrărilor enciclopedice și câtorva forumuri de discuții.
În plus, proiectului conține informații despre cărți, expuneri și lucrări de cercetare de nivel înalt (nu neapărat publicate). De asemenea are un sistem de mesaje semi-private între utilizatori.
Până în Mai 2009, enciclopedia conținea aproximativ 8500 de intrări și peste 14800 de concepte (un concept poate fi de exemplu o notație specifică în interiorul unei intrări mai generale). Este de asemenea disponibil un rezumat al conținutului curent al site-ului PlanetMath, iar aproximativ 300 de intrări din Wikipedia în engleză încorporează texte din articolele deținute de PlanetMath: en:Category:Wikipedia articles incorporating text from PlanetMath.
O carte, Free Encyclopedia de 2300 de pagini, cu tot ce conține PlanetMath până în 2006, este disponibilă pentru a fi descărcată în format PDF.

### Schema dezvoltată a conținutului
PlanetMath implementează un sistem creativ cu conținut specific numit model de autoritate. Acesta este un sistem de reguli care determină cine poate adăuga, modifica sau șterge conținutul intrărilor. Numai utilizatorii înregistrați pot crea sau edita intrările.
Un autor care scrie un articol nou este proprietarul lui, adică este unica persoană autorizată să editeze acest articol. Alți utilizatori pot corecta articolul, sau discuta îmbunătățirile ca rezultat al modificărilor articolului, dacă nu au fost făcute deja de proprietar. Totuși, dacă există corecții nerezolvate timp îndelungat, dreptul de proprietate poate fi revocat. Mai exact, după 2 săptămâni sistemul începe să-i reamintească proprietarului de corecții; la 6 săptămâni orice utilizator poate "adopta" articolul; la 8 săptămâni proprietarul este complet revocat (iar o astfel de intrare se numește "orfană").
Pentru a face dezvoltarea mai ușoară, proprietarul poate dona drepturile de editare altui utilizator sau unui grup de utilizatori.
Utilizatorul poate crea în mod explicit legături cu alt articol, iar sistemul întoarce automat anumite cuvinte de legătură la articolul definit. Subiectul fiecărui articol este clasificat de Mathematics Subject Classification (MSC) al American Mathematical Society (AMS).
Site-ul este supervizat de Content Committee. Misiunea sa de bază este de a menține integritatea și calitatea conținutului matematic și al organizării site-ului PlanetMath.' După cum se definește în capitolele lui, misiunea Comitetului include:
- Dezvoltarea/menținerea standardelor pentru PlanetMath
- Îmbunătățirea intrărilor individuale din PlanetMath în propriile Enciclopedii, Cărți, Lucrări și Expuneri)
- Dezvoltarea subiectelor
- Dezvoltarea/îmbunătățirea site-ului PlanetMath și documetației utilizatorilor
- Să coordoneze lista Cererilor și lista Teoremelor nedemonstrate din PlanetMath
- Îmbunătățirea clasificării și a altor atribute ale intrărilor
- Dezvoltarea recomandărilor de programare pentru îmbunătățirea conținutului lucrărilor și ale funcțiilor editoriale.

### Detalii tehnice
Conținutul site-ului PlanetMath este licențiat sub copyright Creative Commons Attribution/Share-Alike License.  Toate lucrările sunt scrise în LaTeX, un sistem de scriere popular printre matematicieni, datorită suportului tehnic necesar scrierii matematice și a înaltei calități obținute în final.
Programul cu care rulează PlanetMath este scris în Perl, rulând pe Linux și pe serverul Apache. Mai este cunoscut ca Noösphere și a fost dat sun licența liberă BSD License.

### Proiecte înrudite
Conținutul enciclopedic și materialul bibliografic înrudit cu fizica, matematica și matematica fizică este dezvoltat de PlanetPhysics. Site-ul lansat în 2005, folosește programe similare cu Noösphere, dar cu modelări semnificativ diferite, cu accent pe cercetări curente din fizică și recenzii colegiale. În plus, proiectul PlanetComputing este văzut ca un proiect nou care are putea include și Fizica Computațională (articol la PlanetPhysics.org Arhivat în 20 decembrie 2011, la Wayback Machine. și Inteligența artificială, împreună cu logica, clasificarea, ontologia și fundamentele matematice ale calculatoarelor și automatelor.